# گلوب لایف
گلوب لایف (انگلیسی: Globe Life) شرکت بیمه آمریکایی است، که در سال ۱۹۰۰ تأسیس شد.